# البنك العربي الإسلامي الدولي
البنك العربي الإسلامي الدولي بنك أردني يمارس أعماله المصرفية وفقا لأحكام الشريعة الإسلامية تلبية للطلب المتنامي على الخدمات والمنتجات المصرفية الإسلامية أردنيا وفي الأسواق العربية والإسلامية.

## نبذة تاريخية
لقد تأسس البنك العربي الإسلامي الدولي كشركة مساهمة عامة بمقتضى قانون الشركات لسنة 1989 وسجلت في سجل الشركات المساهمة العامة تحت رقم (327) بتاريخ 30-3-1997م وهو مملوك بالكامل للبنك العربي التجاري.
بدأ البنك العربي الإسلامي الدولي ممارسة أعماله المصرفية وفقا لأحكام الشريعة الإسلامية الغراء في الثاني عشر من شوال عام 1418 هجرية، الموافق للتاسع من شباط عام 1998 ميلادية حرصا من إدارة البنك العربي التجاري بتلبية المجتمع المحلي بمنتج متوافق مع الشريعة الإسلامية الغراء، واليوم يعد البنك العربي الإسلامي الدولي واحداً من أبرز المؤسسات المصرفية الإسلامية في الأردن والمنطقة.
وقد تأسس البنك العربي الإسلامي الدولي كشركة مساهمة عامة برأس مال مدفوع وقدره 100,000,000 دينار اردني مدفوعة بالكامل من قبل البنك العربي التجاري بمقتضى قانون الشركات لسنة 1989 و سجلت في سجل الشركات المساهمة العامة تحت رقم ( 327) بتاريخ 30 / 3/ 1997.

## هيئة الرقابة الشرعية
برز الدور الحيوي لهيئة الرقابة الشرعية للبنك العربي الإسلامي الدولي لتعمل على أساس القاعدة الشرعية القائلة بما يلي«من اجتهد فأصاب كان له أجران ومن اجتهد فأخطأ فله أجر واحد». وتتولى هيئة الرقابة الشرعية مواكبة البنك في مهامه وتعاونه على تحقيق أهدافه بدءا من إصدار الفتاوى التي تقدم للبنك الحلول الشرعية في ممارساته ونشاطاته العملية، بما يضفي عليها صفة الشرعية ويؤمنها من الوقوع في الحرام أو الاقتراب منه وتقوم بإقرار جميع عقود التمويل والاستثمار.